# Élections au Conseil d'État du canton de Genève
Cette page présente les résultats des élections au Conseil d'État du canton de Genève.

## Élection de 2023
L'élection se déroule en deux tours : le premier a lieu le 2 avril 2023, le second le 30 avril 2023.
Au total, 23 candidats se disputent les sept places. Parmi les sortants, Anne Emery-Torracinta (PS), ayant atteint la limite de deux mandats imposée par son parti, ainsi que Serge Dal Busco (LC) et Mauro Poggia (MCG) ne se représentent pas. 
À l'issue du premier tour et des scores dispersés des candidats de droite face au camp "rose-vert", le Parti libéral-radical, Le Centre, le MCG et l'UDC décident de former une grande alliance dénommée "L'Alliance Genevoise" afin d'avoir une majorité de droite au Conseil d'État. En revanche, Pierre Maudet n'est pas associé à cette union. 
| Nom des candidats | Suffrages | Parti | Parti                       | Statut     |
| ----------------- | --------- | ----- | --------------------------- | ---------- |
| Nathalie Fontanet | 70 628    |       | PLR                         | Réélue     |
| Anne Hiltpold     | 58 487    |       | PLR                         | Élue       |
| Thierry Apothéloz | 57 369    |       | PS                          | Réélu      |
| Antonio Hodgers   | 52 950    |       | Les Verts                   | Réélu      |
| Delphine Bachmann | 51 379    |       | LC                          | Élue       |
| Pierre Maudet     | 48 345    |       | Libertés et justice sociale | Élu        |
| Carole-Anne Kast  | 47 956    |       | PS                          | Élue       |
|                   |           |       |                             |            |
| Fabienne Fischer  | 47 104    |       | Les Verts                   | Non réélue |
| Philippe Morel    | 42 006    |       | MCG                         | Non élu    |
| Lionel Dugerdil   | 39 281    |       | UDC                         | Non élu    |
| Philippe Oberson  | 12 988    |       | Résistance Populaire        | Non élu    |
| Olivier Pahud     | 11 202    |       | Évolution suisse            | Non élu    |
|                   |           |       |                             |            |
| Participation     | 42,06 %   |       |                             |            |

| Nom des candidats        | Suffrages | Parti | Parti                       | Statut   |
| ------------------------ | --------- | ----- | --------------------------- | -------- |
| Nathalie Fontanet        | 49 218    |       | PLR                         | Non élue |
| Thierry Apothéloz        | 38 232    |       | PS                          | Non élu  |
| Antonio Hodgers          | 35 490    |       | Les Verts                   | Non élu  |
| Anne Hiltpold            | 35 147    |       | PLR                         | Non élue |
| Fabienne Fischer         | 31 403    |       | Les Verts                   | Non élue |
| Pierre Maudet            | 31 315    |       | Libertés et justice sociale | Non élu  |
| Carole-Anne Kast         | 31 289    |       | PS                          | Non élue |
| Philippe Morel           | 29 575    |       | MCG                         | Non élu  |
| Delphine Bachmann        | 27 566    |       | LC                          | Non élue |
| Xavier Magnin            | 23 656    |       | LC                          | Non élu  |
| Lionel Dugerdil          | 23 263    |       | UDC                         | Non élu  |
| Michael Andersen         | 20 904    |       | UDC                         | Non élu  |
| Marie-Claude Sawerschel  | 17 493    |       | PVL                         | Non élue |
| Marc Wuarin              | 16 663    |       | PVL                         | Non élu  |
| Luc Barthassat           | 14 732    |       | Civis                       | Non élu  |
| Françoise Nyffeler Batou | 12 651    |       | EàG                         | Non élue |
| Stefanie Prezioso Batou  | 11 350    |       | Liste d'Union Populaire     | Non élu  |
| Jean Burgermeister       | 11 187    |       | Liste d'Union Populaire     | Non élu  |
| Theo Frei                | 9 507     |       | EàG                         | Non élu  |
| Alexandre Eniline        | 7 699     |       | EàG                         | Non élu  |
| Roland-Daniel Schneebli  | 4 943     |       | Élan radical                | Non élu  |
| Philippe Oberson         | 4 348     |       | Résistance Populaire        | Non élu  |
| Olivier Pahud            | 3 338     |       | Évolution suisse            | Non élu  |
|                          |           |       |                             |          |
| Majorité absolue         | 49 947    |       |                             |          |
| Participation            | 37,14 %   |       |                             |          |

## Élection complémentaire de 2021
L'élection se déroule en deux tours : le premier a lieu le 7 mars 2021, le second le 28 mars 2021.
| Nom des candidats | Suffrages | Parti | Parti       | Statut    |
| ----------------- | --------- | ----- | ----------- | --------- |
| Fabienne Fischer  | 47 507    |       | Les Verts   | Élue      |
|                   |           |       |             |           |
| Pierre Maudet     | 38 184    |       | Indépendant | Non réélu |
| Delphine Bachmann | 15 408    |       | PDC         | Non élue  |
| Yves Nidegger     | 12 485    |       | UDC         | Non élu   |
|                   |           |       |             |           |
| Participation     | 42,74 %   |       |             |           |

| Nom des candidats | Suffrages | Parti | Parti            | Statut   |
| ----------------- | --------- | ----- | ---------------- | -------- |
| Fabienne Fischer  | 38 626    |       | Les Verts        | Non élue |
| Pierre Maudet     | 29 275    |       | Indépendant      | Non élu  |
| Cyril Aellen      | 20 129    |       | PLR              | Non élu  |
| Yves Nidegger     | 17 045    |       | UDC              | Non élu  |
| Michel Matter     | 12 322    |       | PVL              | Non élu  |
| Morten Gisselbaek | 6 407     |       | PdT              | Non élu  |
| Olivier Pahud     | 1 562     |       | Évolution suisse | Non élu  |
| Yann Testa        | 777       |       | PBD              | Non élu  |
|                   |           |       |                  |          |
| Majorité absolue  | 64 734    |       |                  |          |
| Participation     | 48,15 %   |       |                  |          |

## Élection de 2018
L'élection se déroule en deux tours : le premier a lieu le 15 avril 2018, le second le 6 mai 2018.
Au total, 31 candidats se disputent les sept places. À l'exception de François Longchamp (PLR), tous les sortants se représentent. Pierre Maudet est largement réélu au premier tour. Lors du second tour, tous les candidats sortants sont réélus sauf Luc Barthassat (PDC), distancé de plus de 10 000 voix par le socialiste Thierry Apothéloz. La PLR Nathalie Fontanet succède au PLR François Longchamp.
| Nom des candidats     | Suffrages | Parti | Parti                | Statut                |
| --------------------- | --------- | ----- | -------------------- | --------------------- |
| Pierre Maudet         |           |       | PLR                  | Réélu au premier tour |
| Mauro Poggia          | 51 105    |       | MCG                  | Réélu                 |
| Serge Dal Busco       | 50 141    |       | PDC                  | Réélu                 |
| Antonio Hodgers       | 49 684    |       | Les Verts            | Réélu                 |
| Nathalie Fontanet     | 45 522    |       | PLR                  | Élue                  |
| Anne Emery-Torracinta | 44 905    |       | PS                   | Réélue                |
| Thierry Apothéloz     | 44 884    |       | PS                   | Élu                   |
|                       |           |       |                      |                       |
| Luc Barthassat        | 34 357    |       | PDC                  | Non réélu             |
| Jocelyne Haller       | 27 121    |       | EàG                  | Non élue              |
| Yves Nidegger         | 23 940    |       | UDC                  | Non élu               |
| Willy Cretegny        | 20 600    |       | Prospérité maîtrisée | Non élu               |
| Paul Aymon            | 9 428     |       | Santé!               | Non élu               |
|                       |           |       |                      |                       |
| Participation         | 35,00 %   |       |                      |                       |

| Nom des candidats       | Suffrages | Parti | Parti                     | Statut   |
| ----------------------- | --------- | ----- | ------------------------- | -------- |
| Pierre Maudet           | 50 180    |       | PLR                       | Réélu    |
|                         |           |       |                           |          |
| Mauro Poggia            | 43 728    |       | MCG                       | Non élu  |
| Serge Dal Busco         | 40 836    |       | PDC                       | Non élu  |
| Antonio Hodgers         | 40 754    |       | Les Verts                 | Non élu  |
| Anne Emery-Torracinta   | 33 350    |       | PS                        | Non élue |
| Thierry Apothéloz       | 32 982    |       | PS                        | Non élu  |
| Nathalie Fontanet       | 31 504    |       | PLR                       | Non élue |
| Sandrine Salerno        | 30 016    |       | PS                        | Non élue |
| Luc Barthassat          | 27 133    |       | PDC                       | Non élu  |
| Alexandre de Senarclens | 22 820    |       | PLR                       | Non élu  |
| Marjorie de Chastonay   | 23 370    |       | Les Verts                 | Non élue |
| Yvan Rochat             | 19 814    |       | Les Verts                 | Non élu  |
| Yves Nidegger           | 19 575    |       | UDC                       | Non élu  |
| Jocelyne Haller         | 17 774    |       | EàG                       | Non élue |
| Éric Stauffer           | 13 406    |       | GEM                       | Non élu  |
| Salika Wenger           | 12 102    |       | EàG                       | Non élue |
| Ana Roch                | 10 597    |       | MCG                       | Non élue |
| Jean Burgermeister      | 10 126    |       | EàG                       | Non élu  |
| Thomas Bläsi            | 9 728     |       | UDC                       | Non élu  |
| Ronald Zacharias        | 9 394     |       | GEM                       | Non élu  |
| Willy Cretegny          | 9 157     |       | Prospérité maîtrisée      | Non élu  |
| Daniel Sormanni         | 8 915     |       | MCG                       | Non élu  |
| Stéphane Florey         | 7 455     |       | UDC                       | Non élu  |
| Susanne Amsler          | 7 300     |       | PVL                       | Non élue |
| Jérôme Fontana          | 7 228     |       | PVL                       | Non élu  |
| Magali Orsini           | 4 893     |       | La liste pour Genève      | Non élue |
| Paul Aymon              | 3 853     |       | Santé!                    | Non élu  |
| Thierry Vidonne         | 3 600     |       | PBD                       | Non élu  |
| Pierre Gauthier         | 3 399     |       | La liste pour Genève      | Non élu  |
| Axel Amberger           | 3 132     |       | Rien pour pas grand chose | Non élu  |
| André Leitner           | 1 986     |       | PBD                       | Non élu  |
|                         |           |       |                           |          |
| Majorité absolue        | 49 011    |       |                           |          |
| Participation           | 38,77 %   |       |                           |          |

## Élection de 2013
Pour la première fois, le Conseil d'État est élu lors d'une élection à deux tours : le premier a lieu le 6 octobre 2013, le second le 10 novembre 2013. Au total, 29 candidats se présentent au premier tour et 11 d'entre eux sont présentés par leurs partis le 10 novembre pour le second tour.
À l'issue des élections, l'exécutif est recomposé en profondeur, seuls deux sortants étant réélus. La droite réussit à placer quatre de ses candidats, la gauche deux et, pour la première fois, le MCG accède à l'exécutif. Les élections sont également marquées par l'éviction des sortantes Michèle Künzler dès le premier tour et Isabel Rochat.
| Nom des candidats     | Suffrages | Parti | Parti     | Statut     |
| --------------------- | --------- | ----- | --------- | ---------- |
| Pierre Maudet         | 59 057    |       | PLR       | Réélu      |
| François Longchamp    | 55 126    |       | PLR       | Réélu      |
| Serge Dal Busco       | 49 941    |       | PDC       | Élu        |
| Luc Barthassat        | 46 031    |       | PDC       | Élu        |
| Antonio Hodgers       | 44 132    |       | Les Verts | Élu        |
| Anne Emery-Torracinta | 43 505    |       | PS        | Élue       |
| Mauro Poggia          | 41 170    |       | MCG       | Élu        |
|                       |           |       |           |            |
| Thierry Apothéloz     | 39 914    |       | PS        | Non élu    |
| Isabel Rochat         | 37 024    |       | PLR       | Non réélue |
| Céline Amaudruz       | 35 010    |       | UDC       | Non élue   |
| Éric Stauffer         | 32 008    |       | MCG       | Non élu    |
|                       |           |       |           |            |
| Participation         | 46,40 %   |       |           |            |

| Nom des candidats      | Suffrages | Parti | Parti       | Statut   |
| ---------------------- | --------- | ----- | ----------- | -------- |
| Pierre Maudet          | 46 921    |       | PLR         | Non élu  |
| François Longchamp     | 42 136    |       | PLR         | Non élu  |
| Serge Dal Busco        | 35 309    |       | PDC         | Non élu  |
| Luc Barthassat         | 33 863    |       | PDC         | Non élu  |
| Isabel Rochat          | 27 597    |       | PLR         | Non élue |
| Mauro Poggia           | 26 024    |       | MCG         | Non élu  |
| Anne Emery-Torracinta  | 20 950    |       | PS          | Non élue |
| Éric Stauffer          | 20 445    |       | MCG         | Non élu  |
| Thierry Apothéloz      | 19 424    |       | PS          | Non élu  |
| Antonio Hodgers        | 18 789    |       | Les Verts   | Non élu  |
| Delphine Parella-Gabus | 18 145    |       | MCG         | Non élue |
| Sandrine Salerno       | 16 996    |       | PS          | Non élue |
| Roger Deneys           | 14 726    |       | PS          | Non élu  |
| Céline Amaudruz        | 13 417    |       | UDC         | Non élue |
| Yves Nidegger          | 13 180    |       | UDC         | Non élu  |
| Éric Leyvraz           | 9 977     |       | UDC         | Non élu  |
| Michèle Künzler        | 9 937     |       | Les Verts   | Non élue |
| Rémy Pagani            | 9 844     |       | EàG         | Non élu  |
| Christian Grobet       | 7 928     |       | EàG         | Non élu  |
| Salika Wenger          | 6 905     |       | EàG         | Non élue |
| Magali Orsini          | 6 325     |       | EàG         | Non élue |
| Laurent Seydoux        | 6 114     |       | PVL         | Non élu  |
| Pierre Gauthier        | 6 010     |       | EàG         | Non élu  |
| David Andenmatten      | 5 569     |       | EàG         | Non élu  |
| Gian-Thierry Sparacino | 5 240     |       | EàG         | Non élu  |
| Alexis Roussel         | 2 262     |       | PP          | Non élu  |
| Didier Bonny           | 2 187     |       | PP          | Non élu  |
| Pierre Jenni           | 1 234     |       | Indépendant | Non élu  |
| Daniel Ceszkowski      | 1 031     |       | PP          | Non élu  |
|                        |           |       |             |          |
| Majorité absolue       | 49 051    |       |             |          |
| Participation          | 41,05 %   |       |             |          |

## Élection partielle de 2012
Une élection partielle est organisée à la suite de la démission de Mark Muller en février 2012. Elle a lieu le 17 juin 2012.
Le conseiller administratif Pierre Maudet est largement élu, devenant à 34 ans le plus jeune conseiller d'État genevois de l'histoire[réf. nécessaire]. Le PLR, issu de la fusion du parti libéral (2 élus) et du parti radical (1 élu), parvient ainsi à conserver son troisième siège.
| Nom des candidats     | Suffrages | Parti | Parti  | Statut   |
| --------------------- | --------- | ----- | ------ | -------- |
| Pierre Maudet         | 40 966    |       | PLR    | Élu      |
|                       |           |       |        |          |
| Anne Emery-Torracinta | 29 175    |       | PS     | Non élue |
| Éric Stauffer         | 28 412    |       | MCG    | Non élu  |
| Laurent Seydoux       | 2 664     |       | PVL    | Non élu  |
| Alexis Roussel        | 1 133     |       | PP     | Non élu  |
| Manuel Acevedo        | 271       |       | PME    | Non élu  |
| Paul Aymon            | 246       |       | Santé! | Non élu  |
|                       |           |       |        |          |
| Participation         | 43,28 %   |       |        |          |

## Élection de 2009
L'élection a lieu le 15 novembre 2009.
Le Parti socialiste perd un siège au profit du Parti libéral, la majorité repasse à droite. À la suite d'une législature où le gouvernement était composé uniquement d'hommes, deux femmes sont élues pour remplacer deux sortants.
| Nom des candidats     | Suffrages | Parti | Parti     | Statut   |
| --------------------- | --------- | ----- | --------- | -------- |
| David Hiler           | 53 617    |       | Les Verts | Réélu    |
| François Longchamp    | 49 193    |       | PRD       | Réélu    |
| Pierre-François Unger | 47 178    |       | PDC       | Réélu    |
| Mark Muller           | 42 983    |       | PLS       | Réélu    |
| Charles Beer          | 42 493    |       | PS        | Réélu    |
| Isabel Rochat         | 41 849    |       | PLS       | Élue     |
| Michèle Künzler       | 39 743    |       | Les Verts | Élue     |
|                       |           |       |           |          |
| Véronique Pürro       | 38 579    |       | PS        | Non élue |
| Mauro Poggia          | 31 886    |       | MCG       | Non élu  |
| Éric Stauffer         | 29 414    |       | MCG       | Non élu  |
| Yves Nidegger         | 18 875    |       | UDC       | Non élu  |
| Laurent Tettamanti    | 5 874     |       | PCG       | Non élu  |
| Xavier Carlo          | 4 680     |       | PCG       | Non élu  |
| Olivier Brawand       | 4 576     |       | Sans      | Non élue |
| Fahid Taghavi         | 4 098     |       | PCG       | Non élu  |
| Paul Aymon            | 954       |       | Santé     | Non élu  |
|                       |           |       |           |          |
| Participation         | 46,44 %   |       |           |          |

## Élection de 2005
L'élection a lieu le 13 novembre 2005.
Le scrutin voit l'Alternative prendre la majorité (pour la première fois depuis 1933), avec la première élection en Suisse romande de deux écologistes[réf. nécessaire], le parti radical faire son retour après quatre ans d'absence et le parti libéral perdre un siège, avec la non-réélection de Micheline Spoerri.
| Nom des candidats     | Suffrages | Parti | Parti     | Statut     |
| --------------------- | --------- | ----- | --------- | ---------- |
| Pierre-François Unger | 54 110    |       | PDC       | Réélu      |
| Robert Cramer         | 53 075    |       | Les Verts | Réélu      |
| David Hiler           | 53 283    |       | Les Verts | Élu        |
| François Longchamp    | 51 959    |       | PRD       | Élu        |
| Charles Beer          | 49 873    |       | PS        | Réélu      |
| Mark Muller           | 45 063    |       | PLS       | Élu        |
| Laurent Moutinot      | 43 928    |       | PS        | Réélu      |
|                       |           |       |           |            |
| Micheline Spoerri     | 38 119    |       | PLS       | Non réélue |
| Éric Stauffer         | 16 119    |       | MCG       | Non élu    |
| André Reymond         | 14 930    |       | UDC       | Non élu    |
| Yves Nidegger         | 13 536    |       | UDC       | Non élu    |
| Paul Aymon            | 6 233     |       | Santé!    | Non élu    |
| Luc Megroz            | 5 339     |       | GEU       | Non élu    |
|                       |           |       |           |            |
| Participation         | 45,89 %   |       |           |            |

## Élection partielle de 2003
Une élection partielle est organisée pour remplacer Micheline Calmy-Rey, élue en décembre 2002 au Conseil fédéral. Elle a lieu le 2 mars 2003.
Le Parti socialiste parvient à conserver son siège au gouvernement grâce à l'élection de Charles Beer.
| Nom des candidats  | Suffrages | Parti | Parti | Statut  |
| ------------------ | --------- | ----- | ----- | ------- |
| Charles Beer       | 41 974    |       | PS    | Élu     |
|                    |           |       |       |         |
| François Longchamp | 35 564    |       | PRD   | Non élu |
| André Reymond      | 7 490     |       | UDC   | Non élu |
|                    |           |       |       |         |
| Participation      | 39,83 %   |       |       |         |

## Élection de 2001
L'élection a lieu le 11 novembre 2001.
Le scrutin voit l'éviction du parti radical, avec la non-réélection de Gérard Ramseyer, et le renforcement du parti démocrate-chrétien ainsi que du parti libéral.
| Nom des candidats       | Suffrages | Parti | Parti     | Statut    |
| ----------------------- | --------- | ----- | --------- | --------- |
| Micheline Calmy-Rey     | 58 977    |       | PS        | Réélue    |
| Carlo Lamprecht         | 55 702    |       | PDC       | Réélu     |
| Robert Cramer           | 51 919    |       | Les Verts | Réélu     |
| Pierre-François Unger   | 50 260    |       | PDC       | Élu       |
| Laurent Moutinot        | 49 687    |       | PS        | Réélu     |
| Martine Brunschwig Graf | 48 101    |       | PLS       | Réélue    |
| Micheline Spoerri       | 44 078    |       | PLS       | Élue      |
|                         |           |       |           |           |
| Erica Deuber Ziegler    | 42 970    |       | AdG       | Non élue  |
| Gérard Ramseyer         | 34 918    |       | PRD       | Non réélu |
|                         |           |       |           |           |
| Participation           | 43,03 %   |       |           |           |

## Élection de 1997
L'élection a lieu le 16 novembre 1997.
Le scrutin permet le retour de l'Alternative (gauche) au Conseil d'État, dont elle avait été exclue en 1993. Pour la première fois, un écologiste, Robert Cramer, y est élu.
| Nom des candidats       | Suffrages | Parti | Parti                  | Statut   |
| ----------------------- | --------- | ----- | ---------------------- | -------- |
| Guy-Olivier Segond      | 58 084    |       | PRD                    | Réélu    |
| Micheline Calmy-Rey     | 57 783    |       | PS                     | Élue     |
| Laurent Moutinot        | 53 541    |       | PS                     | Élu      |
| Gérard Ramseyer         | 52 517    |       | PRD                    | Réélu    |
| Robert Cramer           | 51 012    |       | Les Verts              | Élu      |
| Martine Brunschwig Graf | 50 012    |       | PLS                    | Réélue   |
| Carlo Lamprecht         | 47 792    |       | PDC                    | Élu      |
|                         |           |       |                        |          |
| Erica Deuber Ziegler    | 47 593    |       | AdG                    | Non élue |
| Christian Grobet        | 42 969    |       | AdG                    | Non élu  |
| Michel Balestra         | 38 470    |       | PLS                    | Non élu  |
| Claude Tamborini        | 8 647     |       | Respect vol. populaire | Non élu  |
| Thomas Reubi            | 255       |       | PAM                    | Non élu  |
| Claude Papaux           | 189       |       | PAM                    | Non élu  |
| Armand Ruey             | 168       |       | PAM                    | Non élu  |
|                         |           |       |                        |          |
| Participation           | 48,08 %   |       |                        |          |

## Élection de 1993
L'élection a lieu le 14 novembre 1993.
L'Entente (droite) obtient la totalité des sept sièges.
| Nom des candidats       | Suffrages | Parti | Parti     | Statut    |
| ----------------------- | --------- | ----- | --------- | --------- |
| Guy-Olivier Segond      | 50 557    |       | PRD       | Réélu     |
| Olivier Vodoz           | 47 526    |       | PLS       | Réélu     |
| Jean-Philippe Maitre    | 47 352    |       | PDC       | Réélu     |
| Martine Brunschwig Graf | 46 502    |       | PLS       | Élue      |
| Claude Haegi            | 41 884    |       | PLS       | Réélu     |
| Philippe Joye           | 41 705    |       | PDC       | Élu       |
| Gérard Ramseyer         | 40 768    |       | PRD       | Élu       |
|                         |           |       |           |           |
| Micheline Calmy-Rey     | 38 450    |       | PS        | Non élue  |
| Bernard Ziegler         | 35 086    |       | PS        | Non réélu |
| Laurent Rebeaud         | 31 904    |       | Les Verts | Non élu   |
| Christian Grobet        | 31 074    |       | AdG       | Non réélu |
| Michel Ducommun         | 27 339    |       | AdG       | Non élu   |
| Jean Spielmann          | 24 752    |       | AdG       | Non élu   |
| Thomas Reubi            | 2 280     |       | PAM       | Non élu   |
| Jean-Claude Egger       | 1 170     |       | ASAC      | Non élu   |
|                         |           |       |           |           |
| Participation           | 42,10 %   |       |           |           |

## Élection de 1989
L'élection a lieu le 12 novembre 1989.
Tous les sortants sont réélus. Le gouvernement reste majoritairement à droite avec l'élection de deux libéraux (Olivier Vodoz et Claude Haegi) et d'un radical (Guy-Olivier Segond).
| Nom des candidats    | Suffrages | Parti | Parti     | Statut   |
| -------------------- | --------- | ----- | --------- | -------- |
| Dominique Föllmi     | 37 879    |       | PDC       | Réélu    |
| Guy-Olivier Segond   | 37 728    |       | PRD       | Élu      |
| Jean-Philippe Maitre | 37 227    |       | PDC       | Réélu    |
| Claude Haegi         | 34 315    |       | PLS       | Élu      |
| Olivier Vodoz        | 34 062    |       | PLS       | Élu      |
| Christian Grobet     | 27 498    |       | PS        | Réélu    |
| Bernard Ziegler      | 25 511    |       | PS        | Réélu    |
|                      |           |       |           |          |
| Erica Deuber-Pauli   | 22 471    |       | PdT       | Non élue |
| Laurent Rebeaud      | 15 234    |       | Les Verts | Non élu  |
| Sylvia Leuenberger   | 11 174    |       | Les Verts | Non élue |
| André Vial           | 5 006     |       | Vigilance | Non élu  |
| Michel Goetschmann   | 2 407     |       | RDG       | Non élu  |
|                      |           |       |           |          |
| Participation        | 33,20 %   |       |           |          |

## Élection de 1985
L'élection a lieu le 10 novembre 1985.
Le Parti radical perd un siège avec la non-réélection d'Alain Borner. Cette élection est en revanche une victoire pour le PDC, qui parvient à décrocher un deuxième siège au gouvernement.
| Nom des candidats    | Suffrages | Parti | Parti       | Statut    |
| -------------------- | --------- | ----- | ----------- | --------- |
| Christian Grobet     | 42 720    |       | PS          | Réélu     |
| Robert Ducret        | 38 911    |       | PRD         | Réélu     |
| Bernard Ziegler      | 35 605    |       | PS          | Élu       |
| Jaques Vernet        | 33 856    |       | PLS         | Réélu     |
| Jean-Philippe Maitre | 32 849    |       | PDC         | Élu       |
| Dominique Föllmi     | 31 674    |       | PDC         | Élu       |
| Pierre Wellhauser    | 30 696    |       | PLS         | Réélu     |
|                      |           |       |             |           |
| Alain Borner         | 30 338    |       | PRD         | Non réélu |
| Jean Spielmann       | 26 051    |       | PdT         | Non élu   |
| Arnold Schlaepfer    | 24 766    |       | Vigilance   | Non élu   |
| Laurent Rebeaud      | 18 560    |       | Les Verts   | Non élu   |
| Gérard Buhrer        | 4 277     |       | Indépendant | Non élu   |
|                      |           |       |             |           |
| Participation        | 44,50 %   |       |             |           |

## Élection de 1981
L'élection a lieu le 15 novembre 1981.
L'indépendant Aloys Werner, devenu conseiller d'État en début d'année lors d'une élection partielle, n'est de justesse pas réélu. Ce résultat profite au Parti socialiste, qui récupère son deuxième siège.
| Nom des candidats | Suffrages | Parti | Parti                         | Statut    |
| ----------------- | --------- | ----- | ----------------------------- | --------- |
| Robert Ducret     | 42 706    |       | PRD                           | Réélu     |
| Guy Fontanet      | 41 595    |       | PDC                           | Réélu     |
| Alain Borner      | 41 434    |       | PRD                           | Réélu     |
| Jaques Vernet     | 39 936    |       | PLS                           | Réélu     |
| Pierre Wellhauser | 39 592    |       | PLS                           | Réélu     |
| André Chavanne    | 35 185    |       | PS                            | Réélu     |
| Christian Grobet  | 33 377    |       | PS                            | Elu       |
|                   |           |       |                               |           |
| Aloys Werner      | 33 251    |       | Indépendant                   | Non réélu |
| Jean Spielmann    | 28 983    |       | PdT                           | Non élu   |
| Otto Caduff       | 6 531     |       | Groupe d'écologistes genevois | Non élu   |
|                   |           |       |                               |           |
| Participation     | 40,50 %   |       |                               |           |